# Hemfosa station
Hemfosa är en station på Stockholms pendeltågsnät, belägen i Hemfosa inom Haninge kommun på Nynäsbanan.
Stationen är den till antalet påstigande minsta på hela pendeltågsnätet, och under 1990-talet var stationen starkt nedläggningshotad. På en vardag reser cirka 150 personer (2021) med pendeltåg från Hemfosa., vilket är det lägsta antalet i hela pendeltågsnätet tillsammans med Krigslida och Södertälje Syd.
Stationshuset byggdes 1901 och blev bostadshus år 1963 och blev senare q-märkt. Huset blev brandskadat invändigt av en oklar brand natten till den 17 mars 2023.
Namnet Hemfosa är dialekt, där ordet fosa betyder sankmark. 
Hemfosa är, tillsammans med Krigslida, en av två stationer på Stockholms pendeltågsnät som saknar anslutning till övrig kollektivtrafik. 

## Bilder

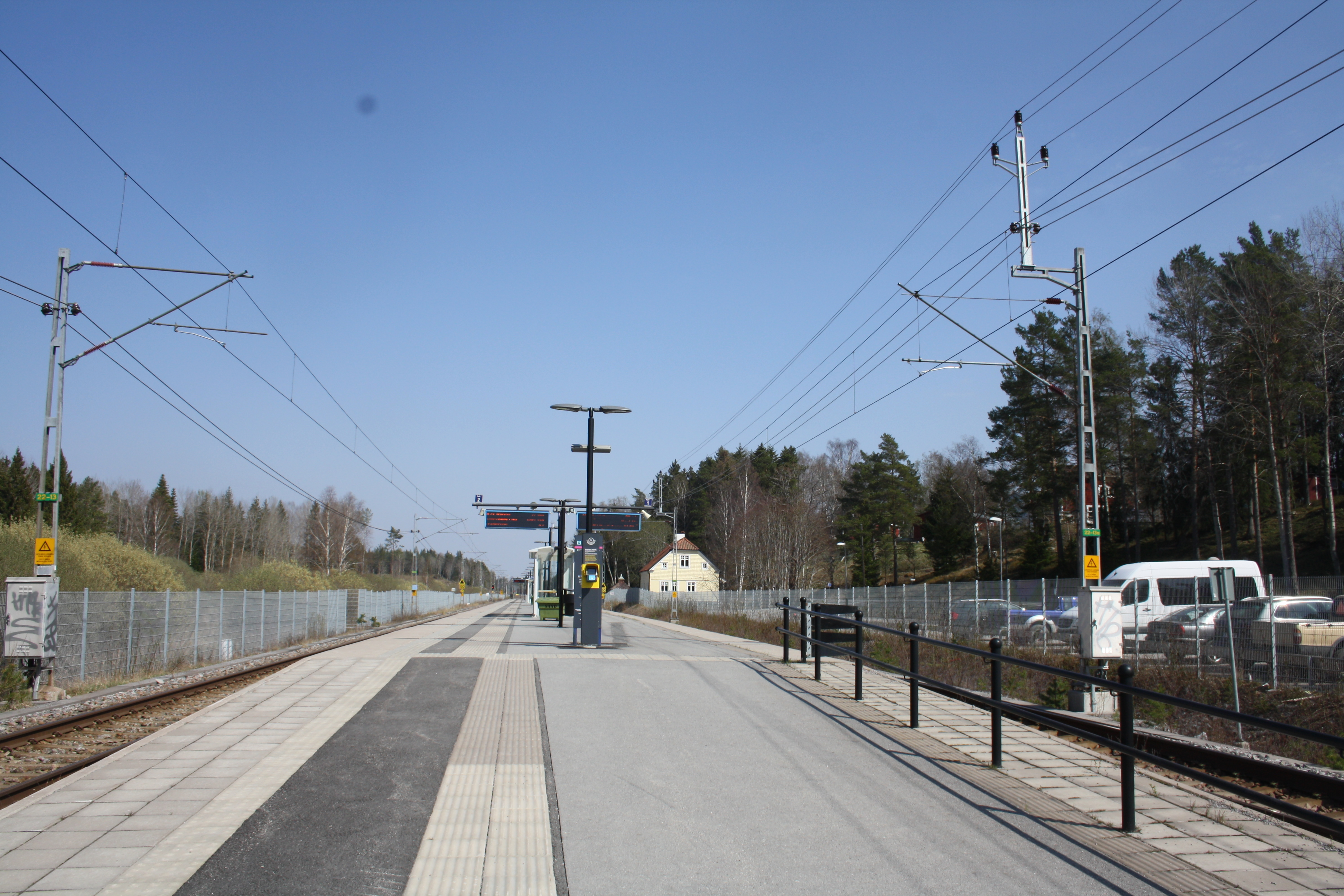
Perrongen
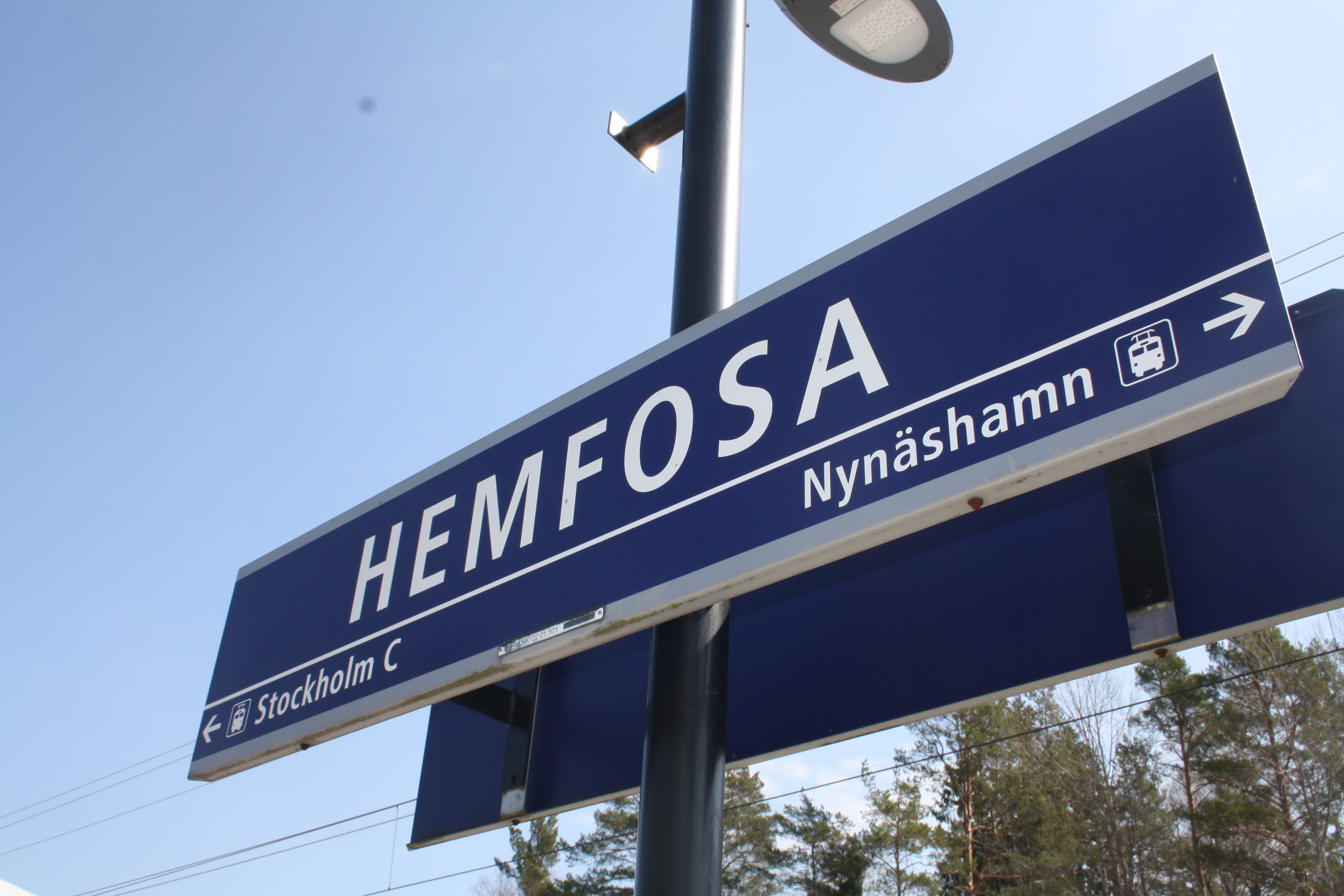
Stationsskylt
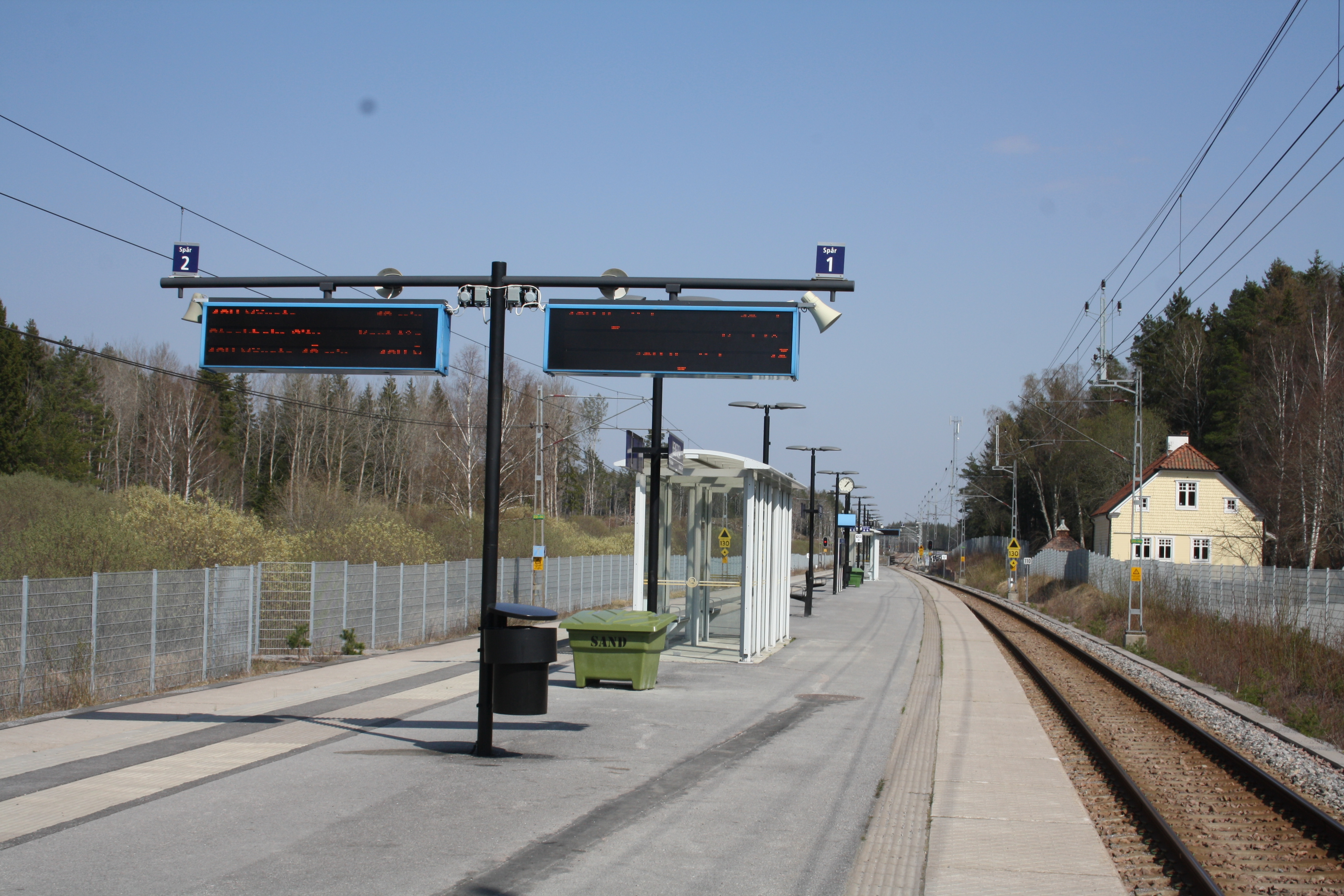
Perrongen
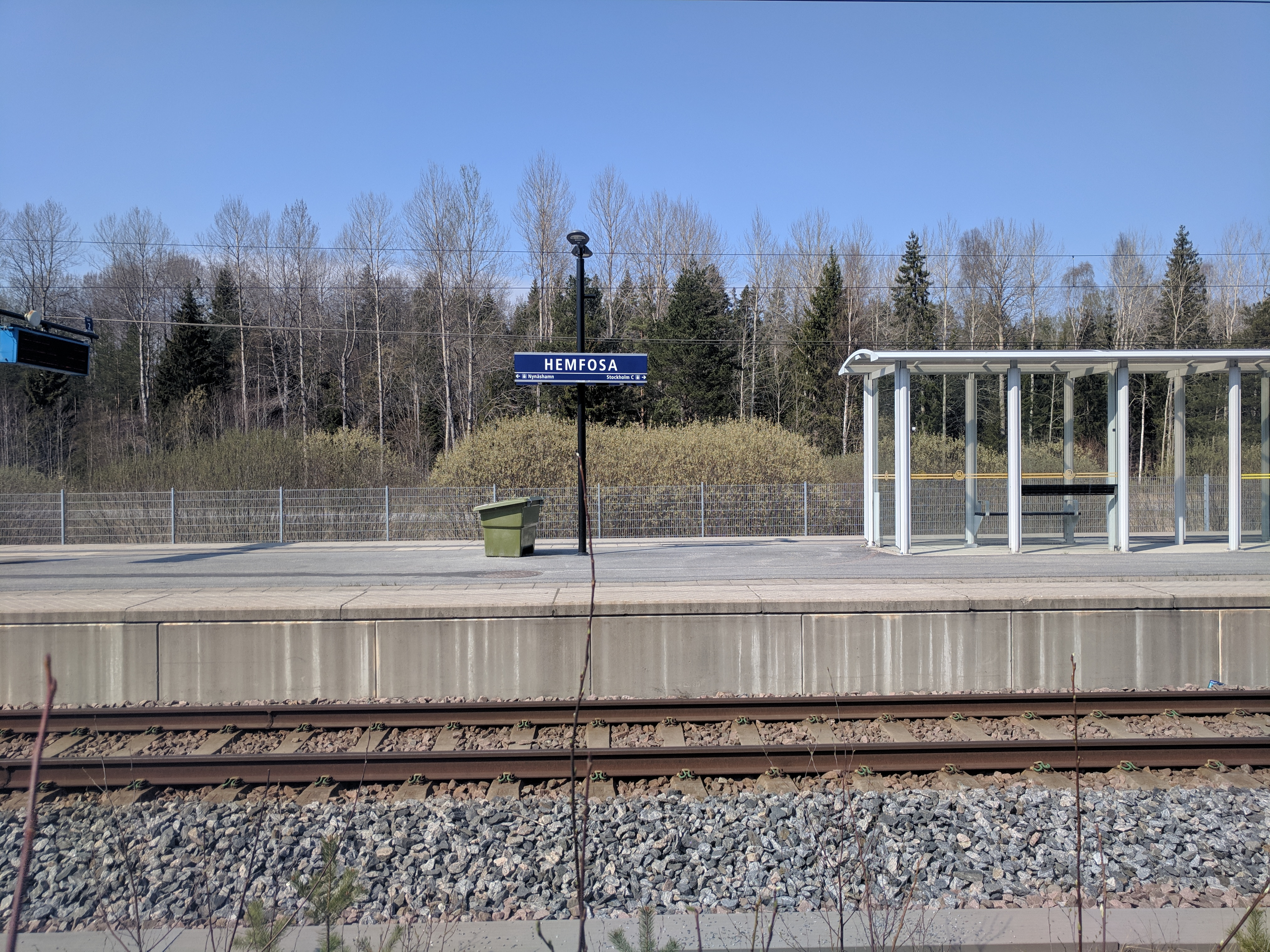
Stationen med skylt